# Pithecellobium albicaule
Pithecellobium albicaule är en ärtväxtart som beskrevs av Nathaniel Lord Britton och Joseph Nelson Rose. Pithecellobium albicaule ingår i släktet Pithecellobium och familjen ärtväxter. Inga underarter finns listade i Catalogue of Life.